# Каллиник (патриарх Александрийский)
Патриарх Каллиник (греч. Πατριάρχης Καλλίνικος, в миру Константи́нос Кипари́ссис, греч. Κωνσταντίνος Κυπαρίσσης; 1800, Скотина, Пиерия — 12 июля 1889, Митилини, остров Лесбос) — Патриарх Александрийский (1858—1861).

## Биография
С восьмилетнего возраста проявлял склонность к монашеской жизни. В 10 лет стал жить и учиться в монастыре пресвятой Богородицы Олимпиотиссы в окрестностях города Эласона (ныне ном Лариса, Греция). Затем обучался в школе в Царицани близ города Эласона.
Принял монашество в 1818 году, в 1820 году был рукоположён в сан диакона, в 1825 в сан иерея. В 1829—1830 годы служил протосинкеллом Серрской митрополии. В 1830—1840 годы служил протосинкеллом Митилинской митрополии.
В 1832 году, во время эпидемии чумы на Лесбосе, Каллинику явился новомученик Феодор Новый († 1795) и указал место, где находятся его мощи. После обретения мощей новомученика эпидемия прекратилась.
В 1840 году получил от Патриарха Константинопольского Германа IV титул Великого протосинкелла.
15 апреля 1842 года был рукоположён во митрополита Митилинского. Много сделал для развития образования в Митилини. Окормлял монастырь Дионисия Олимпийского.
В марте 1853 году избран митрополитом Фессалоникийским. Благодаря значимости кафедры начал играть видную роль в церковной политике.
В 1856 году построил школу в Скотине и выделил средства на её содержание. Построил там же за свой счёт церковь Успения Богородицы.
26 января 1858 года, по смерти Патриарха Иерофея II, избран Патриархом Александрийским. Избрание на Патриарший престол Александрии воспринял неохотно. На его согласие потребовалось несколько месяцев.
По прибытии на кафедру сразу же установил добрые отношения с коптским патриархом Кириллом IV, однако впоследвие постоянно высказывал желание уехать из Александрии в Константинополь, ссылаясь на плохую переносимость местного климата. Возможно, причиной такого желания были внутренние нестроения в Александрийской православной церкви.
Получал денежные пожертвования от правительства России на нужды духовенства Александрийской православной церкви, а также на строительство больницы в Митилини и школ в Египте. Также получил через российского генерального консула в Александрии А. Е. Лаговского от Святейшего Синода РПЦ сумму 48 520 рубюлей, а в 1860 году — через митрополита Фиваидского Никанора средства на строительство храма в Эль-Мансуре и часовни в Танте.
При Патриархе Каллинике обсуждался вопрос о союзе православной и коптской Церквей. Архимандрит Порфирий (Успенский), с которым Патриарх Каллиник встречался в Константрполе в ноябре 1860 года, писал, что Александрийский патриарх «искренно уступил бы свою кафедру коптскому Кириллу, но с тем условием, чтобы сам он, духовенство его и паства приняли все обряды, уставы и канонические правила греческой Церкви». Восприняв положительно эту идею в целом, архимандрит Порфирий возразил Александрийскому Патриарху, что «это условие отзывалось страстью греков эллинизировать всех и всё» и привёл ряд богослуженых отличий в лоне самих православных церквей, которые не препятствовали «сохранению союза мира, любви и молитвенного общения», а также отметил «Прочтите вы их утреню, вечерню, полунощницу, часы, литургию Василия Великого, Григория Богослова и Кирилла Александрийского, и вы убедитесь, что они веруют так же, как и мы, и читают даже наши молитвы». Выслушав речь архимандрита Порфирия, Патриарха Каллиник «сознался в своём неведении Коптской Церкви и сказал, что бог весть, искренно или учтиво, что он не прочь от такой унии коптов, при которой потребовалось бы от них одно догматическое единение с нами». 31 января 1861 года Коптский Патриарх Кирилл скончался, после чего разговоры о сближении церквей уже не возобновлялись.
Последние годы патриаршества провел в Константинополе, оставив на Александрийской кафедре местоблюстителя. Живя в Константинополе, участвовал в обсуждении важных церковно-политических проблем. Так, В 1860 году принимал участие в обсуждении 4 патриархами просьбы сирийских униатов о воссоединении с Антиохийской Православной Церковью. 18 января 1861 года отрёкся от Патриаршего престола. На его место претендовали архиепископ Синайский Кирилл и архимандрит Евгений (Данкос). Между их сторонниками возник конфликт, и Патриарху Каллинику пришлось вернуться на кафедру и вместе с православной египетской общиной обратиться к Патриарху Константинопольскому Иоакиму II с просьбой избрать нового патриарха. С согласия Патриарха Каллиника и Патриарха Иерусалимского Кирилла II Священный Синод Константинопольской православной церкви во главе с Иоакимом II избрал на Александрийскую кафедру митрополита Иакова (Панкостаса) и 24 мая 1861 года Патриарха Каллиника отрекается от престола повторно. На следующий день в Константинополе состоялась официальная интронизация Патриарха Иакова II.
В 1860, 1863 и 1871 годы был одним из 3 кандидатов на Константинопольский Патриарший престол.
Скончался в Мителини 12 июля 1889 года.